# Cổ phần ưu đãi biểu quyết
Cổ phiếu ưu đãi biểu quyết là cổ phiếu có số phiếu biểu quyết nhiều hơn so với cổ phiếu phổ thông. Số phiếu biểu quyết của một cổ phần ưu đãi biểu quyết do điều lệ công ty quy định. Chỉ có tổ chức được Chính phủ uỷ quyền và cổ đông sáng lập được quyền nắm giữ cổ phiếu ưu đãi biểu quyết.
Ưu đãi biểu quyết của cổ đông sáng lập chỉ có hiệu lực trong ba năm, kể từ ngày công ty được cấp giấy chứng nhận đăng ký kinh doanh. Sau thời hạn đó, cổ phiếu ưu đãi biểu quyết của cổ đông sáng lập được chuyển đổi thành cổ phần phổ thông và họ sẽ có những quyền và nghĩa vụ của cổ đông phổ thông.
Quyền của cổ đông ưu đãi biểu quyết:
- Biểu quyết về các vấn đề thuộc thẩm quyền của ĐHCĐ.
- Các quyền khác như cổ đông phổ thông, trừ việc chuyển nhượng cổ phiếu đó cho người khác.